# Packard 120

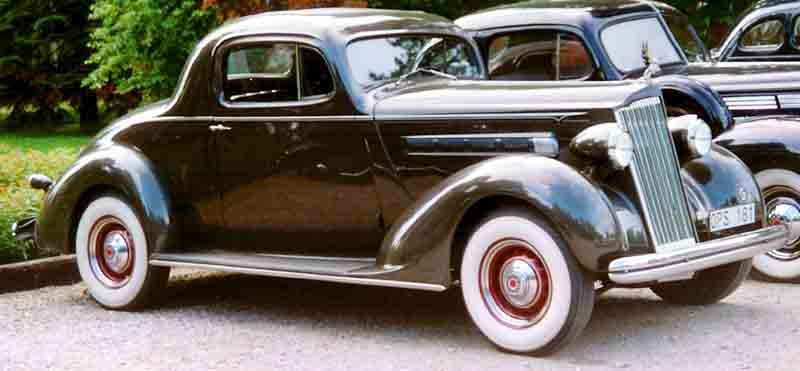
Packard 14. Serie Eight 120-B 998 Business-Coupé (1936)

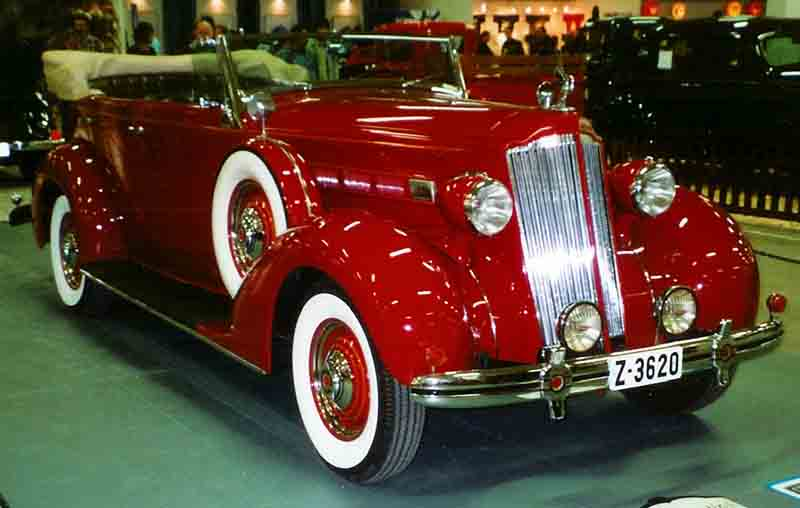
Packard 14. Serie Eight 120-B 997 4-türiges Cabriolet (1936)

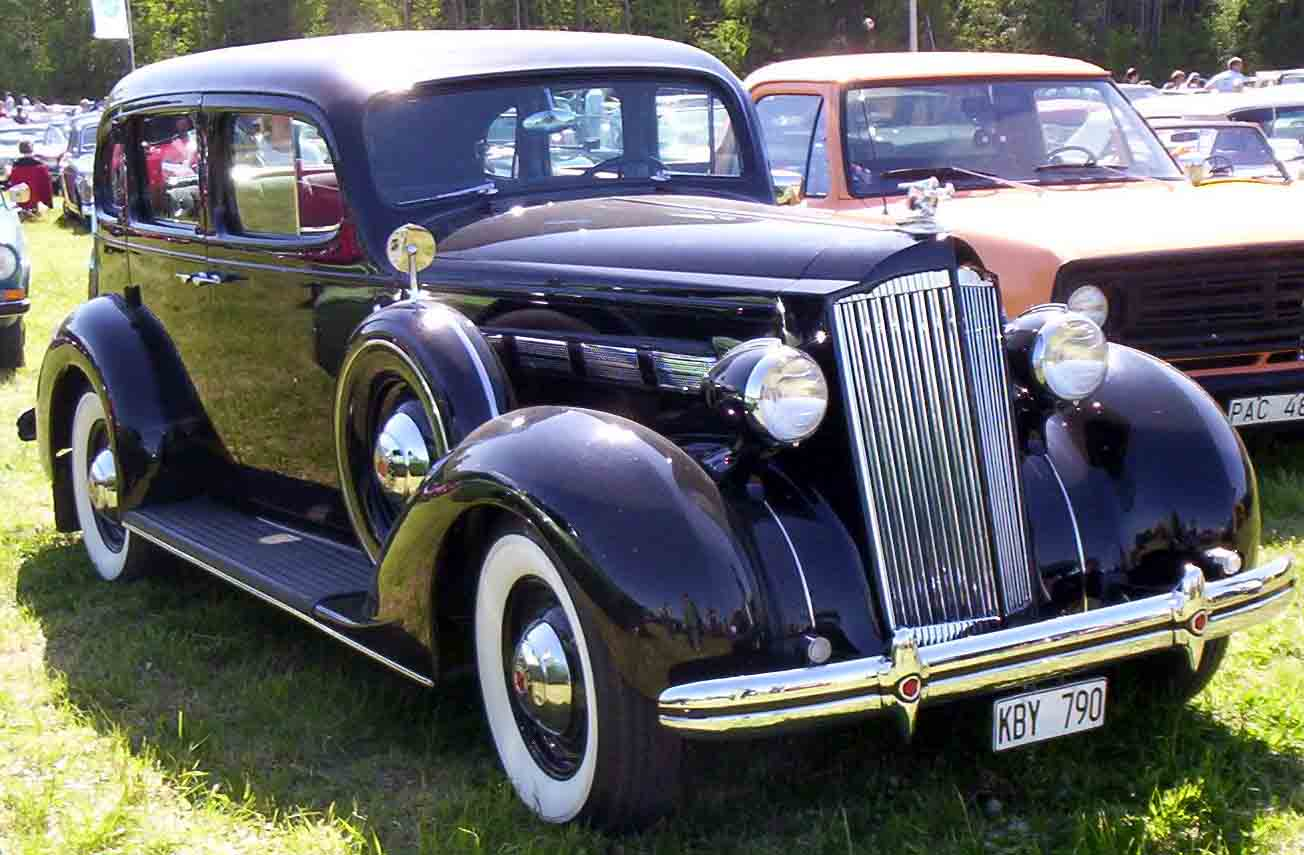
Packard 15. Serie Eight 120-C 4-türige Limousine (1937)

Der Packard 120 (sprich englisch: Packard One-Twenty) war ein PKW, der von 1935 bis 1937 und von 1939 bis 1941 von der Packard Motor Car Company in Detroit hergestellt wurde. In den Modelljahren 1938 und 1942 hieß der One-Twenty Packard Eight.
Der One-Twenty ist ein wichtiges Modell in der Geschichte von Packard, da mit ihm die Firma zum ersten Mal in den Markt der Achtzylinder der oberen Mittelklasse eindrang. Packard-Enthusiasten sehen den One-Twenty und den One-Ten / Six als Wendepunkt, von dem an Packard nicht mehr als wichtigste amerikanische Luxusautomobilmarke galt.
Die Einführung des One-Twenty (und später die des One-Ten / Six) war notwendig geworden, um Packard in den letzten Jahren der Weltwirtschaftskrise auf dem Markt zu halten. Der Grund, warum die Firma nicht einen weiteren Markennamen für ihre preisgünstigeren Autos wählte, mag wohl darin liegen, dass im Werk an der Grand Avenue nur eine Fertigungslinie zur Verfügung stand und dass die Einführung einer weiteren Marke hohe Kosten verursacht hätte. Da der One-Twenty als Packard vermarktet wurde, konnte man ihn schnell herausbringen und man verschaffte den Käufern den Stolz, einen Packard zu besitzen.

## Modellreihen

### 1935–1937
In seinem Einführungsjahr war der Packard One-Twenty in einer großen Auswahl an Karosserievarianten verfügbar. z. B. 2- und 4-türige Limousinen, Cabriolets und Club-Coupés. Er wurde von einem 8-Zylinder-SV-Motor aus eigener Fertigung angetrieben, der 110 bhp (81 kW) bei einer Drehzahl von 3.850/min leistete. Die Verkaufspreise des Wagens lagen zwischen 980 US-$ für das 3-sitzige Business-Coupé und 1.095 US-$ für die Touring-Limousine. Als es 1935 eingeführt wurde, war das Auto sofort sehr gefragt, sodass Packard in diesem Jahr 24.995 One-Twenty herstellte (und nur 7.000 Stück von allen anderen Modellen zusammen).
1936 erhöhte Packard den Hubraum des seitengesteuerten Achtzylinders, wodurch er nun 120 bhp (88 kW) leistete und das Auto auf bis zu 85 mph (136 km/h) beschleunigte. Im gleichen Jahr kam ein 4-türiges Cabriolet – das teuerste Modell der Baureihe mit einem Preis von 1.395 US-$ – dazu. 1936 wurden 55.042 One-Twenty hergestellt, die höchste Zahl, die dieses Modell in einem Jahr je erreichen konnte.
1937 rutschte der One-Twenty etwas höher in der Modellpalette, da Packard den Six, den ersten 6-Zylinder seit 10 Jahren, einführte. Der One-Twenty wurde nun auch in den Ausstattungsvarianten C und CD angeboten. Als neues Modell kam ein Kombi mit Holzkarosserie („Woody“) dazu, ebenso wie die Touring-Limousine und ein Pullman-Modell mit einem Radstand von 138 in. (3.505 mm), das unter 2.000 US-$ kostete. Die 1937er-Modell wurden ab September 1936 verkauft und brachten es auf 50.100 Stück.
1938 ließ man den Modellnamen „Packard One-Twenty“ auslaufen und integrierte die Modellreihe in die Packard Eight - Serie, analog zum Packard Six.

### 1939–1941
1939 kehrte der One-Twenty in die Packard-Modellpalette zurück und wurde in vielen Karosserieformen vom Coupé bis zur Touring-Limousine zu Preisen zwischen 1.099 US-$ und 1.856 US-$ angeboten. Neu in diesem Jahr war die Lenkradschaltung, die die bisherige Knüppelschaltung ablöste. Das 1939er-Modell wurde ab September 1938 angeboten und brachte es auf 17.647 Exemplare.
Auch 1940 wurde wieder eine große Zahl an Karosserieformen angeboten, einschließlich eines von Howard „Dutch“ Darrin entworfenen Sondermodells Cabriolet Victoria. Im August 1939 wurden die 1940er-Modelle vorgestellt und brachten es auf 28.138 Einheiten.
Im letzten Produktionsjahr musste der One-Twenty einige Karosserieformen zugunsten der One-Ten-Linie aufgeben. Es gab ihn aber noch als Business-Coupé, Club-Coupé, 2- und 4-türige Limousine, 2- und 4-türiges Cabriolet und zwei unterschiedliche Kombis. Die Gesamtproduktionszahl sank auf 17.100 Stück.
1942 fielen der One-Ten und der One-Twenty aus dem Programm und wurden zu Packard Six und Packard Eight. In sieben Produktionsjahren wurden 125.027 Packard One-Twenty hergestellt.